# Taisnières-en-Thiérache
Taisnières-en-Thiérache és un municipi francès, situat a la regió dels Alts de França, al departament del Nord. L'any 2006 tenia 511 habitants. Administrativament formà part de l'Avesnois, geològicament de la regió de les Ardenes, històricament de l'Hainaut i els seus paisatges formen part de la Thiérache.
Es troba a 96 km de Lilla, a 110 km de Brussel·les, a 128 km de Reims (Marne), a 47 km de Valenciennes i Mons (B), a 22 km de Charleroi (B) i a 10 km d'Avesnes-sur-Helpe. Limita amb Marbaix, Dompierre-sur-Helpe, Noyelles-sur-Sambre, Maroilles i Monceau-Saint-Waast.

## Demografia
| 1962                                       | 1968 | 1975 | 1982 | 1990 | 1999 |
| ------------------------------------------ | ---- | ---- | ---- | ---- | ---- |
| 603                                        | 605  | 530  | 495  | 516  | 497  |
| Des de 1962: població sense dobles comptes |      |      |      |      |      |

## Administració
| Període   | Identitat          | Partit |
| --------- | ------------------ | ------ |
| 2001-2008 | Pierette Delevaque |        |
| 2008-     | Claude Connart     |        |